# بسداس
بسداس دهستانی در استان آبیلای اسپانیا است.
در این دهستان ۳۹۱ نفر زندگی می‌کنند. مساحت این دهستان ۳۲٫۰۹ کیلومتر مربع است.